# (18301) Konyukhov
(18301) Konyukhov (1979 QZ9) – planetoida z pasa głównego asteroid okrążająca Słońce w ciągu 3,38 lat w średniej odległości 2,25 j.a. Odkryta 27 sierpnia 1979 roku.